# Hizkuni
Hezekiah ben Manoah dit Hizkuni est un rabbin français du XIIIe siècle, dont l'œuvre date du milieu du XIIIe siècle, dont l'origine serait le nord de la France.

## Biographie
Il y a beaucoup d'éléments inconnus sur la vie d'Hezekiah ben Manoah. Le consensus actuel est que son œuvre date du milieu du XIIIe siècle et que son origine probable est le nord de la France.
Il choisit de se faire connaitre sous le nom de Hizkuni, car il estime que c'est un nom dont on se souviendra.

## Son Commentaire
Son œvre de commentaire sur la Torah, Hizkuni est une compilation de connaissances provenant du Midrash et d'écrits de vingt Rishonim, dont Rachi, Rashbam, et Ibn Ezra. A part Rachi, il ne cite pas ses sources, estimant qu'il est prérable de mettre l'accent sur le message et non sur le messager.
Parmi les éditions: Venise (1524); Crémone (1559); Amsterdam (1724); Lemberg (1859).